# Eva (film, 2011)
Pour les articles homonymes, voir Eva.
Pour plus de détails, voir Fiche technique et Distribution.
Eva est un film de science-fiction franco-espagnol réalisé par Kike Maíllo, sorti en 2011.

## Synopsis
Il existe différents types de robots pour accompagner les gens dans la vie. Certains sont simplement des animaux de compagnie mais d'autres, sous forme humaine, peuvent tenir la maison. Il y en a cependant qu’on n’a pas le droit de fabriquer : ceux qu’on appelle des « robots libres », c’est-à-dire qu’ils agissent entièrement selon leur libre arbitre, comme ils veulent. Tous sont conçus pour se désactiver automatiquement lorsqu'on leur demande : « Qu’est-ce que tu vois quand tu fermes les yeux ? ». À ce moment-là, toute la mémoire du robot disparaît et, avec elle, son expérience émotionnelle.
Alex Garel est un spécialiste de la programmation d’émotions chez les robots. Il retourne dans son pays natal au bout de dix ans, car Julia, de la Haute École de robotique, lui a demandé de l’aider à programmer un robot en forme d’enfant. Il y retrouve Lana, son amour de jeunesse. Elle enseigne également à la Haute École et vit maintenant avec David, le frère d’Alex. Alex s’installe dans la maison de ses parents, vide depuis la mort de son père, afin d’y travailler.
À la recherche d’un enfant qui conviendrait comme modèle dans sa programmation d’émotions pour le robot, il rencontre par hasard Eva, âgée de dix ans. Il se trouve qu’elle est la fille de Lana et de David. Il commence à travailler avec elle, mais la mère d’Eva ne veut pas. Cependant, à l’insu de sa mère, la petite continue à se faufiler chez Alex.
Alex met au point la programmation et la teste avec un robot prototype. Mais un jour le robot devient agressif et, comme il menace Alex, celui-ci doit le désactiver en posant la question « Qu’est-ce que tu vois quand tu fermes les yeux ? ». C’est donc un contretemps pour son travail.
Une petite fête rapproche Alex et Lana. David le remarque et il en résulte une bagarre entre les deux hommes. Alex décide alors de quitter à nouveau son pays natal et de ne pas terminer le projet. Lana lui demande néanmoins de rester. Elle ajoute qu’Eva est en fait un robot qu’elle et David ont construit. A leur insu, Eva entend la conversation et, en colère, s’enfuit dans la forêt. Quand Lana la retrouve, Eva est allongée sans vie sur le sol. Lana ouvre alors une connexion mécanique dans le dos d’Eva et arrive à la réactiver. Elle se réveille, toute confuse de ce qui s’est passé. Lana essaie de la calmer, mais Eva se débat, ce qui provoque la chute accidentelle de Lana d’une falaise. Eva arrive à marcher jusqu’à la maison d’Alex, mais elle s’effondre encore une fois. Par la suite, Lana meurt à l’hôpital des blessures occasionnées par sa chute. Se sentant coupable, Eva demanda à Alex de l'aider à devenir plus gentille et moins agressive. Elle lui dit qu'elle lui fait confiance.
Cependant, Julia explique à Alex que Lana avait terminé un projet de robot qu’Alex avait abandonné dix ans plus tôt et qu’Eva en était le résultat. Elle exige la destruction du robot Eva parce qu’il a tué Lana. C'est dur pour Alex, mais finalement il désactive Eva avec la question « Qu’est-ce que tu vois quand tu fermes les yeux ? » et il efface ainsi la personnalité du robot.

## Fiche technique
- Titre original : Eva
- Réalisation : Kike Maíllo
- Scénario : Sergi Belbel, Cristina Clemente, Martí Roca et Aintza Serra
- Direction artistique : Laia Colet
- Costumes : María Gil
- Photographie : Arnau Valls Colomer
- Montage : Elena Ruiz
- Musique : Sacha et Evgueni Galperine
- Production : Sergi Casamitjana, Aintza Serra et Lita Roig
- Société(s) de production : Escándalo Films et Ran Entertainment
- Société(s) de distribution : Espagne, Paramount Pictures / France, Wild Bunch
- Budget : 7 000 000 € (estimation)
- Pays d'origine :  Espagne
- Langues originales : espagnol et catalan
- Format : couleur - 35 mm - 2.35:1 -  Son Dolby numérique
- Genre cinématographique : science-fiction
- Durée : 94 minutes
- Dates de sortie : 
  - Italie : 7 septembre 2011 (Mostra de Venise)
  - Espagne : 28 octobre 2011
  - France : 21 mars 2012

## Distribution
- Daniel Brühl : Álex
- Marta Etura : Lana
- Alberto Ammann : David
- Lluís Homar : Max
- Clàudia Vega : Eva
- Anne Canovas : Julia
- Sara Rosa Losilla

## Distinctions
- 2011 : Mention spéciale du jury à la Mostra de Venise.
- 2011 : Meilleurs effets spéciaux pour Lluís Castells et Javier García au festival international du film de Catalogne
- 2011 : Grand prix du jury au festival des Utopiales
- 2012 : Goya du meilleur jeune réalisateur pour Kike Maíllo, du meilleur acteur dans un second rôle pour Lluís Homar et des meilleurs effets spéciaux
- 2012 : Prix du public au festival du film fantastique de Gérardmer 2012